# Élections présidentielles bosniennes de 2006
Les élections présidentielles bosniennes de 2006 se sont tenues le 1er octobre 2006 pour élire les trois membres de la présidence collégiale. Le scrutin s'est déroulé dans le cadre des élections générales bosniennes de 2006.

## Résultats
| Candidats              | Candidats                  | Partis                                                      | Voix                | %                   |
| Président bosniaque    | Président bosniaque        | Président bosniaque                                         | Président bosniaque | Président bosniaque |
| ---------------------- | -------------------------- | ----------------------------------------------------------- | ------------------- | ------------------- |
|                        | Haris Silajdžić            | Parti pour la Bosnie-Herzégovine (SBiH)                     | 350 520             | 41.16               |
|                        | Sulejman Tihić             | Parti d'action démocratique (SDA)                           | 153 683             | 27.53               |
|                        | Mirnes Ajanović            | Parti bosnien (BOSS) - Union sociale démocrate de B-H (SDU) | 45 608              | 8.17                |
|                        | Muhamed Čengić             | Parti populaire pour le travail et le progrès (NSRzB)       | 4 466               | 0.80                |
|                        | Bešćo Alibegović           | Indépendant                                                 | 2 670               | 0.48                |
|                        | Adil Žigić                 | Indépendant                                                 | 1 245               | 0.22                |
| Président croate       |                            |                                                             |                     |                     |
|                        | Željko Komšić              | Parti social-démocrate (SDP)                                | 116 062             | 39.56               |
|                        | Ivo Miro Jović             | Union démocratique croate (HDZ)                             | 76 681              | 26.14               |
|                        | Božo Ljubić                | Union démocratique croate 1990 (HDZ 1990)                   | 53 325              | 18.18               |
|                        | Mladen Ivanković-Lijanović | Parti populaire pour le travail et le progrès (NSRzB)       | 24 822              | 8.46                |
|                        | Zvonko Jurišić             | Parti croate du droit (HSP)                                 | 20 350              | 6.74                |
|                        | Irena Korjenić Javor       | Indépendant                                                 | 2 143               | 0.73                |
| Président serbe        |                            |                                                             |                     |                     |
|                        | Nebojša Radmanović         | Alliance des sociaux-démocrates indépendants (SNSD)         | 287 675             | 53.26               |
|                        | Mladen Bosić               | Parti démocratique serbe (SDS)                              | 130 824             | 24.22               |
|                        | Zoran Tešanović            | Parti du progrès démocratique (PDP)                         | 26 818              | 4.96                |
|                        | Jugoslav Jovičić           | Parti social-démocrate (SDP)                                | 22 245              | 4.12                |
|                        | Radislav Kanjerić          | SRS dr. Vojislav Šešelj                                     | 19 849              | 3.67                |
|                        | Ranko Bakić                | Parti populaire pour le travail et le progrès (NSRzB)       | 18 302              | 3.39                |
|                        | Neđo Đurić                 | Mouvement démocratique serbe                                | 16 307              | 3.02                |
|                        | Slavko Dragičević          | Parti bosnien (BOSS) - Union sociale démocrate de B-H (SDU) | 10 410              | 1.93                |
|                        | Svjetlana Udovičić         | Indépendant                                                 | 2 847               | 0.53                |
|                        | Snežana Avdalović          | Indépendant                                                 | 2 753               | 0.51                |
|                        | Branislav Ristić           | Indépendant                                                 | 2 143               | 0.40                |
|                        |                            |                                                             |                     |                     |
| Votes valides          |                            |                                                             |                     |                     |
| Total                  | Total                      | Total                                                       |                     | 100                 |
| Abstention             |                            |                                                             |                     |                     |
| Inscrits/Participation |                            |                                                             |                     |                     |